# Louis Absolon
Louis Absolon (fl. XIX secolo) è stato un pittore inglese attivo negli anni 1872-1889.

## Biografia
Attivo a Londra, era pittore di oli e di acquerelli. Membro del Royal Institute of Oil Painters, con sede nella capitale, espose alla Royal Academy of Arts e alla New Society of Painters in Water Colours, di recente fondazione e in competizione con la Royal Watercolour Society.